# Gliniarze z Melbourne
Gliniarze z Melbourne (ang. Rush, 2008) – australijski serial akcji nadawany przez stację Network Ten od 2 września 2008 r. W Polsce premiera nastąpiła w stacji AXN 18 lutego 2009 r. a następnie emitowany w TV4 od 2 września 2009.

## Opis fabuły
Serial opowiada o pracy i życiu członków elitarnej jednostki reagowania taktycznego TR (Tactic Response) - grupy doskonale wyszkolonych młodych policjantów, pracujących przez 24 godziny na dobę jako mobilny oddział antykryzysowy, który pojawia się w rejonie zagrożenia w ciągu 10 minut.

## Bohaterowie
- Senior Sergeant Lawson Blake (Rodger Corser)
- Inspector Kerry Vincent (Catherine McClements)
- Sergeant Brendan "Josh" Joshua (Callan Mulvey)
- Intelligence Officer Leon Broznic (Samuel Johnson)
- Sergeant Dominic "Dom" Wales (Josef Ber)
- Senior Constable Michael Sandrelli (Ashley Zukerman)
- Senior Constable Stella Dagostino (Nicole da Silva)
- Senior Constable Grace Barry (Claire van der Boom)
- Senior Constable Shannon Henry (Jolene Anderson)
- Senior Sergeant Charlie Lewis (Antony Starr)

## Spis odcinków
| Premiera odcinka | N/o | Polski tytuł | Angielski tytuł              |
| ---------------- | --- | ------------ | ---------------------------- |
|                  |     |              |                              |
| SERIA PIERWSZA   |     |              |                              |
|                  |     |              |                              |
| 18.02.2009       | 01  |              | The New Inspector            |
|                  |     |              |                              |
| 25.02.2009       | 02  |              | The Boyfriend's Father       |
|                  |     |              |                              |
| 04.03.2009       | 03  |              | Suicide-By-Cop               |
|                  |     |              |                              |
| 11.03.2009       | 04  |              | Russian Roulette             |
|                  |     |              |                              |
| 18.03.2009       | 05  |              | The Basement Beneath The Bar |
|                  |     |              |                              |
| 25.03.2009       | 06  |              | Freedom From Torture         |
|                  |     |              |                              |
| 01.04.2009       | 07  |              | The Party                    |
|                  |     |              |                              |
| 08.04.2009       | 08  |              | The Politican's Daughter     |
|                  |     |              |                              |
| 15.04.2009       | 09  |              | The Car Accident             |
|                  |     |              |                              |
| 22.04.2009       | 10  |              | The Paint Bombs              |
|                  |     |              |                              |
| 29.04.2009       | 11  |              | R.I.P.                       |
|                  |     |              |                              |
| 06.05.2009       | 12  |              | The Dispute                  |
|                  |     |              |                              |
| 13.05.2009       | 13  |              | The Decoy Goes Downhill      |
|                  |     |              |                              |
| SERIA DRUGA      |     |              |                              |
|                  |     |              |                              |
| 04.08.2010       | 14  |              | The Weapon Container         |
|                  |     |              |                              |
|                  | 15  |              | Drug Mule                    |
|                  |     |              |                              |
|                  | 16  |              | In The Changing Room         |
|                  |     |              |                              |
|                  | 17  |              | The Nailgun                  |
|                  |     |              |                              |
|                  | 18  |              | The Prison Siege             |
|                  |     |              |                              |
|                  | 19  |              | The Tattoo                   |
|                  |     |              |                              |
|                  | 20  |              | The Parking Pay Stations     |
|                  |     |              |                              |
|                  | 21  |              | In The Bush                  |
|                  |     |              |                              |
|                  | 22  |              | The Drag Race                |
|                  |     |              |                              |
|                  | 23  |              | The Warehouse                |
|                  |     |              |                              |
|                  | 24  |              | In The Middle                |
|                  |     |              |                              |
|                  | 25  |              | The Abduction                |
|                  |     |              |                              |
|                  | 26  |              | The Assault                  |
|                  |     |              |                              |
|                  | 27  |              | Knocked Up                   |
|                  |     |              |                              |
|                  | 28  |              | The Crossbow                 |
|                  |     |              |                              |
|                  | 29  |              | The Poster Above Her Bed     |
|                  |     |              |                              |
|                  | 30  |              | Delusional Detective         |
|                  |     |              |                              |
|                  | 31  |              | The Punches                  |
|                  |     |              |                              |
|                  | 32  |              | Let Him Dance                |
|                  |     |              |                              |
|                  | 33  |              | The Video Store              |
|                  |     |              |                              |